# Tricholita endiva
Tricholita endiva är en fjärilsart som beskrevs av Smith 1911. Tricholita endiva ingår i släktet Tricholita och familjen nattflyn. Inga underarter finns listade i Catalogue of Life.